# Tony Mitchell (cestista 1989)
Tony Rasean Mitchell Jr. (Swainsboro, 7 agosto 1989) è un cestista statunitense naturalizzato libico.

## Carriera
Dopo aver giocato per tre stagioni nella NCAA si è dichiarato eleggibile per il Draft NBA 2012, nel quale non è stato scelto da nessuna squadra NBA; ha poi giocato in NBDL con i Fort Wayne Mad Ants. In seguito ha giocato in Asia, per poi tornare ai Mad Ants nel 2014.

### 2014-15: l'approdo in Italia
Ingaggiato dalla matricola Trento, Mitchell fa il suo esordio in Italia il 12 ottobre 2014, nella gara casalinga contro Reggio Emilia. Nonostante la vittoria degli ospiti, l'americano si fa subito notare siglando 26 punti in 35 minuti. Il 29 dicembre 2014, al Pala Tiziano di Roma realizza la sua migliore prestazione italiana con 32 punti in 30 minuti, quasi la metà dei 74 complessivi di Trento in quell'incontro. Va in doppia cifra in 29 delle 33 gare da lui giocate tra stagione regolare e playoff, con una media di 20,1 punti a partita. Eletto MVP della Stagione Regolare, disputa quattro gare di playoff, concludendo l'avventura ai quarti dopo l'eliminazione per 3-1 subita da Trento ad opera della Dinamo Sassari, squadra che poi avrebbe vinto lo scudetto.

### 2015-16: il primo ritorno in Italia: Dinamo Sassari
Inizia la stagione in Russia a Volgograd, l'ex Stalingrado. Complici anche diversi problemi societari, a gennaio 2016 ritorna in Italia, ingaggiato dalla Dinamo Sassari. La nuova avventura in Serie A, tuttavia, non è felice come la precedente: nelle otto gare di campionato disputate con Sassari (2 vinte e 6 perse) va in doppia cifra soltanto quattro volte, con un massimo di 14 punti contro Venezia. Anche per via della disastrosa prestazione negli ottavi di Coppa Italia, Mitchell viene messo sempre più ai margini del roster fino a non trovare più spazio al suo interno, per poi essere definitivamente tagliato a marzo, dopo appena due mesi di permanenza.

### 2016-17 e 2017-18
Successivamente all'esperienza negativa a Sassari, Mitchell gioca qualche partita nel campionato cinese, per poi trasferirsi per la nuova stagione in Israele con lo Hapoel Eilat B.C.. Essa segue la falsariga della precedente, con l'americano che cambia casacca a ripetizione, disputando solo pochi incontri con ogni nuovo team. Dapprima si trasferisce in Australia (Cairns Taipans), dal cui campionato viene bandito per aver tirato volontariamente il pallone addosso all'arbitro; a maggio 2017 giunge a Porto Rico (Indios de Mayagüez). Inizia la stagione 17/18 in D-League (Sioux Falls Skyforce) e la conclude nuovamente a Porto Rico negli Santeros de Aguada.

### 2018-19: il secondo ritorno in Italia: Cantù e Pistoia
Nell'agosto 2018 la Pallacanestro Cantù annuncia la firma del giocatore americano. Debutta il 20 settembre nella gara d'andata dei preliminari di Basketball Champions League contro gli ungheresi dello Szolnoki Olaj, realizzando 5 punti. Pochi giorni dopo, ne realizza 18 nel match di ritorno, contribuendo al passaggio del turno dei brianzoli. In campionato, nel corso del girone d'andata, va in doppia cifra dodici volte su quattordici gare giocate, riuscendo in due occasioni a siglare più di trenta punti: 36 alla quarta giornata contro Reggio Emilia (suo nuovo record in Italia) e 31 alla quindicesima contro Sassari. Il 28 febbraio 2019, complici anche le difficoltà societarie del club lombardo, rescinde con la Pallacanestro Cantù per firmare con Pistoia: lascia la Lombardia con 14,4 punti e 5,1 assist di media in quattordici gare. Con i toscani esordisce il 3 marzo 2019 nella gara persa contro l'Alma Trieste, nella quale mette a referto 18 punti in 31 minuti. Nel complesso, con Pistoia Mitchell migliora le sue statistiche: si consideri che la sua peggior prestazione con la nuova maglia è comunque di 14 punti. Alla ventitreesima giornata contro Reggio Emilia segna 29 punti, suo massimo con Pistoia. Chiude la stagione pistoiese con 20,4 punti e 4,7 rimbalzi in undici gare giocate ottenendo, nonostante il suo apporto di punti, soltanto una vittoria per la sua squadra.

## Palmarès
- MVP Serie A: 1

Trento: 2014-15
- Campione NBDL (2014)
- NBA Development League Rookie of the Year Award (2013)
- All-NBDL First Team (2013)
- All-NBDL Third Team (2014)
- All-NBDL All-Rookie First Team (2013)
- Vincitore della gara delle schiacciate dell'All Star Game NBDL (2013, 2014)